# Армянский монастырь Яффо
Армя́нский монасты́рь Я́ффо (Армянский монастырь Святого Николая в Яффо) (арм. Սուրբ Նիկողայոս Վանք Հայոց, ивр. מנזר ניקולאס הקדוש‎) — армянский монастырь, построенный в первом тысячелетии новой эры. Расположен в Государстве Израиль на берегу Средиземного моря в районе Старого Яффо в объединённом городе Тель-Авив-Яффо.

## Описание

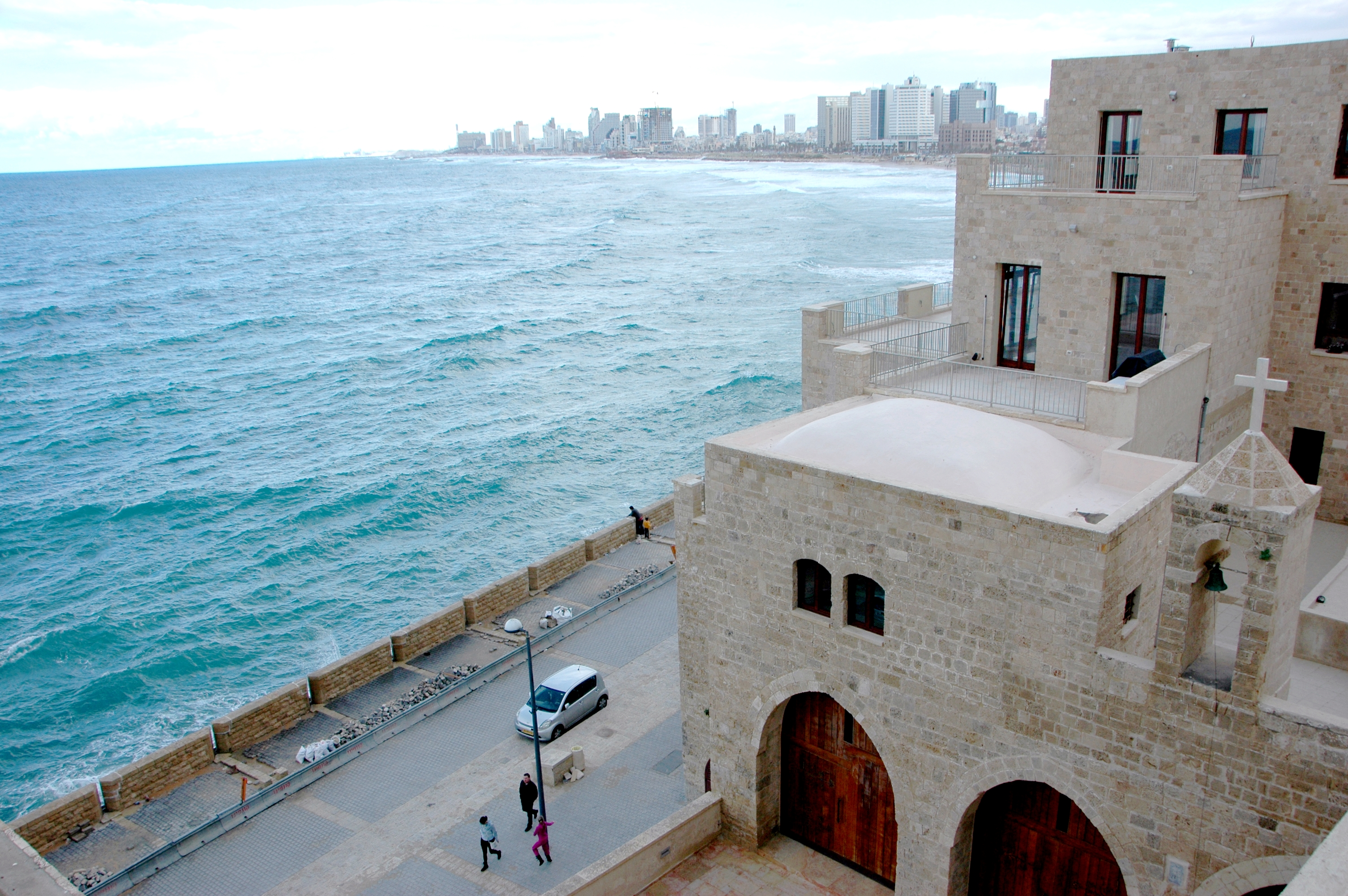
Вид из монастыря на Тель-Авив и набережную

Монастырь расположен между улицами Рециф ха-Алия ха-Шния (на набережной) и Нетив ха-Мазалот. Он состоит из многоэтажного комплекса, включающего армянскую церковь и жилые помещения. Это монастырь Армянской апостольской церкви, и он находится под юрисдикцией Армянского Патриархата Иерусалима, который после ремонта в 2008 году сдает части комплекса в аренду для жилых и коммерческих целей.

## История

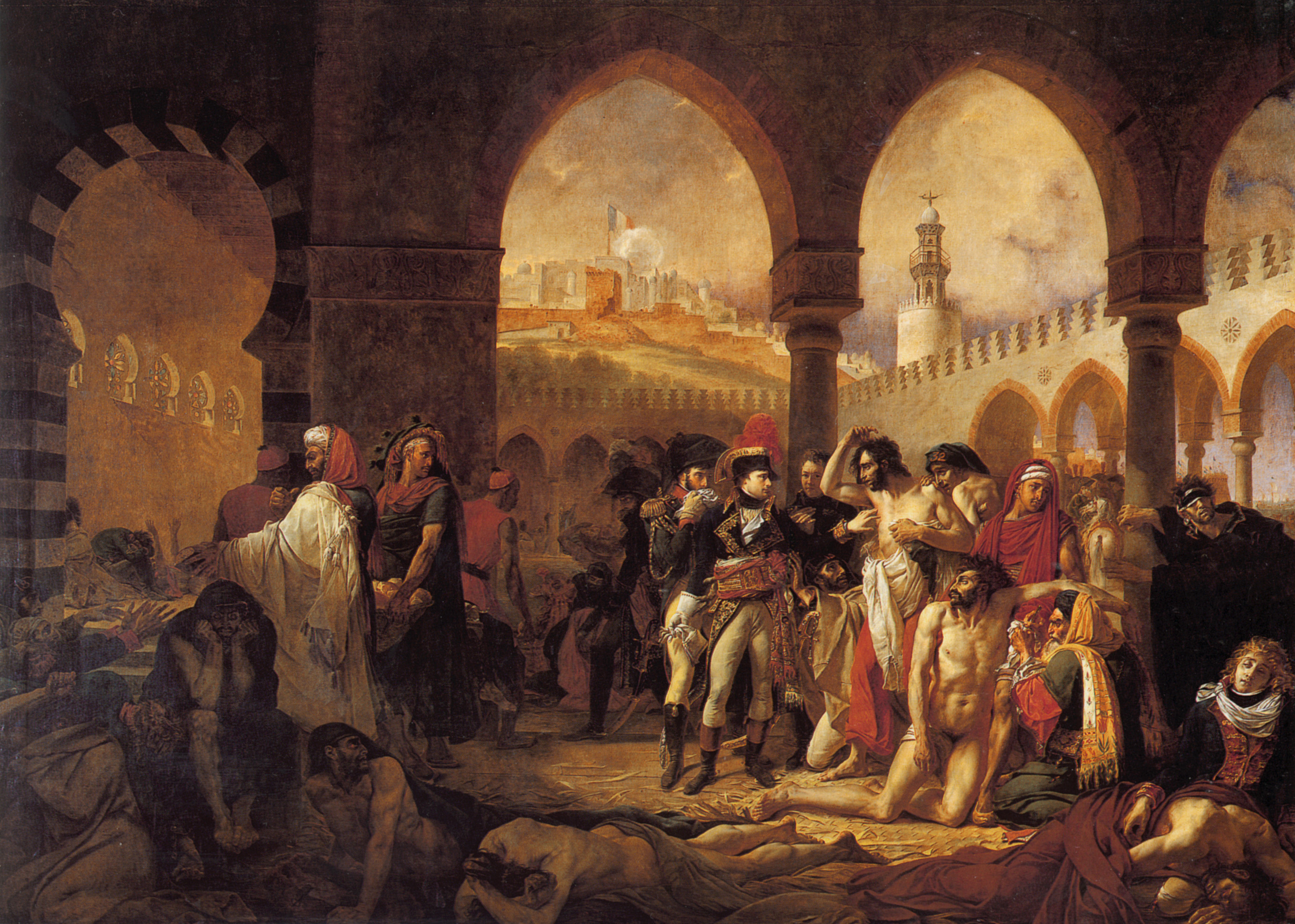
Антуан-Жан Гро. «Бонапарт посещает жертвы чумы в Яффе» (1804)

Точная дата основания монастыря неизвестна, но это произошло до 1000 года новой эры во времена правления Аббасидов. Монастырь стал первым из сети церковных приютов для армянских паломников на Святой Земле, чьи путешествия организовывались Армянским Братством Святого Иакова. Монастырь был назван в честь Святого Николая, покровителя моряков. Церковь давала приют паломникам и морякам, ищущим отдых в своем путешествии на протяжении многих веков. В XVIII веке монастырь был расширен и укреплен.
Во время наполеоновской кампании в Египте и захвата Яффо вспыхнула эпидемия чумы и французская армия обратилась за помощью к армянским священникам монастыря. Священники организовали в монастыре госпиталь и использовали свои эксклюзивные лекарства для лечения солдат. Наполеон лично поблагодарил армянского патриарха и подарил ему свою палатку и меч. Его визит в марте 1799 года с посещением больных французских солдат в монастыре изображен на картине Антуана-Жана Гро «Бонапарт посещает жертвы чумы в Яффе». Подаренную палатку монахи впоследствие разрезали на несколько частей и использовали в качестве риз. На одной из ризниц до сих пор отчетливо видна оригинальная нашивка с надписью «палатка генерала Наполеона». Эти реликвии по сей день хранятся в соборе Святого Иакова в Армянском квартале Старого города Иерусалима.
Нынешний монастырь построен на руинах предыдущего в 1663 году.
В нынешнее время в церкви монастыря проходят богослужения армянской общины Яффо, а также концерты классической музыки.

## Архитектура
Монастырь и церковь образуют крупный архитектурный комплекс зданий, расположенных каскадом в два-четыре надземных этажа и связанных с системой коридоров бывшей крепости, где жители могли укрыться в случае угрозы городу. Монастырь окружен магазинами и жилыми домами армянской общины. На востоке комплекса находится сад с современной мелиоративной системой, использующей опресненную морскую воду.
В настоящее время церковь имеет один вход со стороны набережной, а вход в часовню на первом этаже — со двора.
Церковь сравнительно небольшая и низкая, трехнефная, её средневековые колонны окружены более поздними стенами, своды крестообразные и цилиндрические. Из старого убранства уцелела только икона Святого Николая в северном нефе. Среди археологических находок имеются фрагменты участков кладки и цилиндрических сводов, зал со стеклянной колонной со средневековой капителью .